# Vilhelmina
Vilhelmina (płd-lap. Vualtjere) – tätort i ośrodek administracyjny gminy Vilhelmina w regionie Västerbotten w Szwecji. Do 1799 nazywała się Volgsjö. Nazwana Vilhelmina na cześć królowej Fryderyki Doroty Wilhelminy, żony Gustawa IV Adolfa. W 2005 roku 3633 mieszkańców.
Przez Vilhelminę przebiega trasa europejska E45 i Inlandsbanan. W pobliżu znajduje się też port lotniczy Vilhelmina.

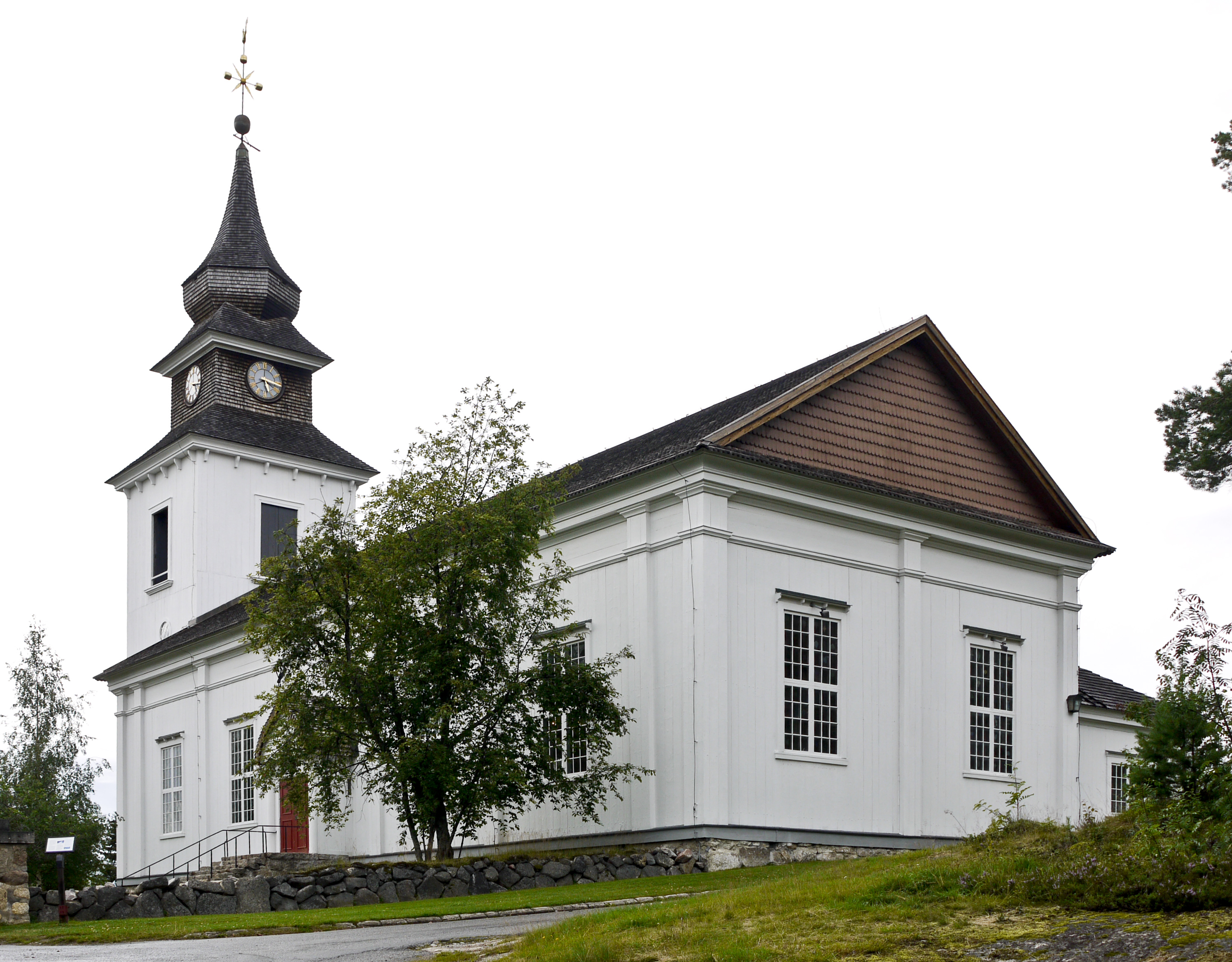
Kościół w Vilhelminie